# ディガーランド
ディガーランド（英語: Diggerland）はイングランドにある重機のテーマパーク。イングランド国内に4箇所あり、ケント、デヴォン、ダラム、ヨークシャーにある。
国内の重機会社JCバンフォード・エクスカベターズにより経営がなされており、パーク内には重機を運転したり、重機を改造したアトラクションに乗ったりすることができる。

## ギャラリー

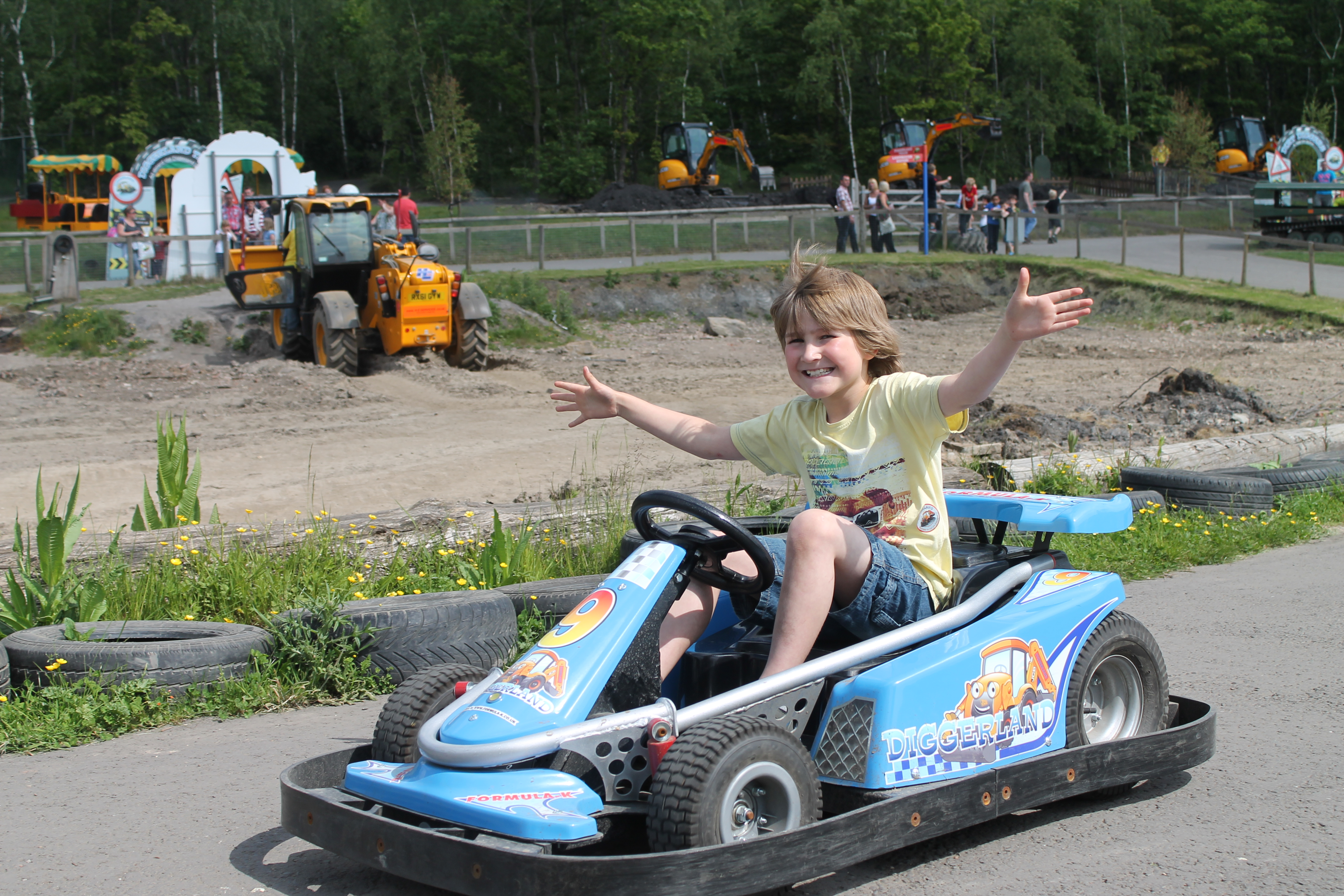
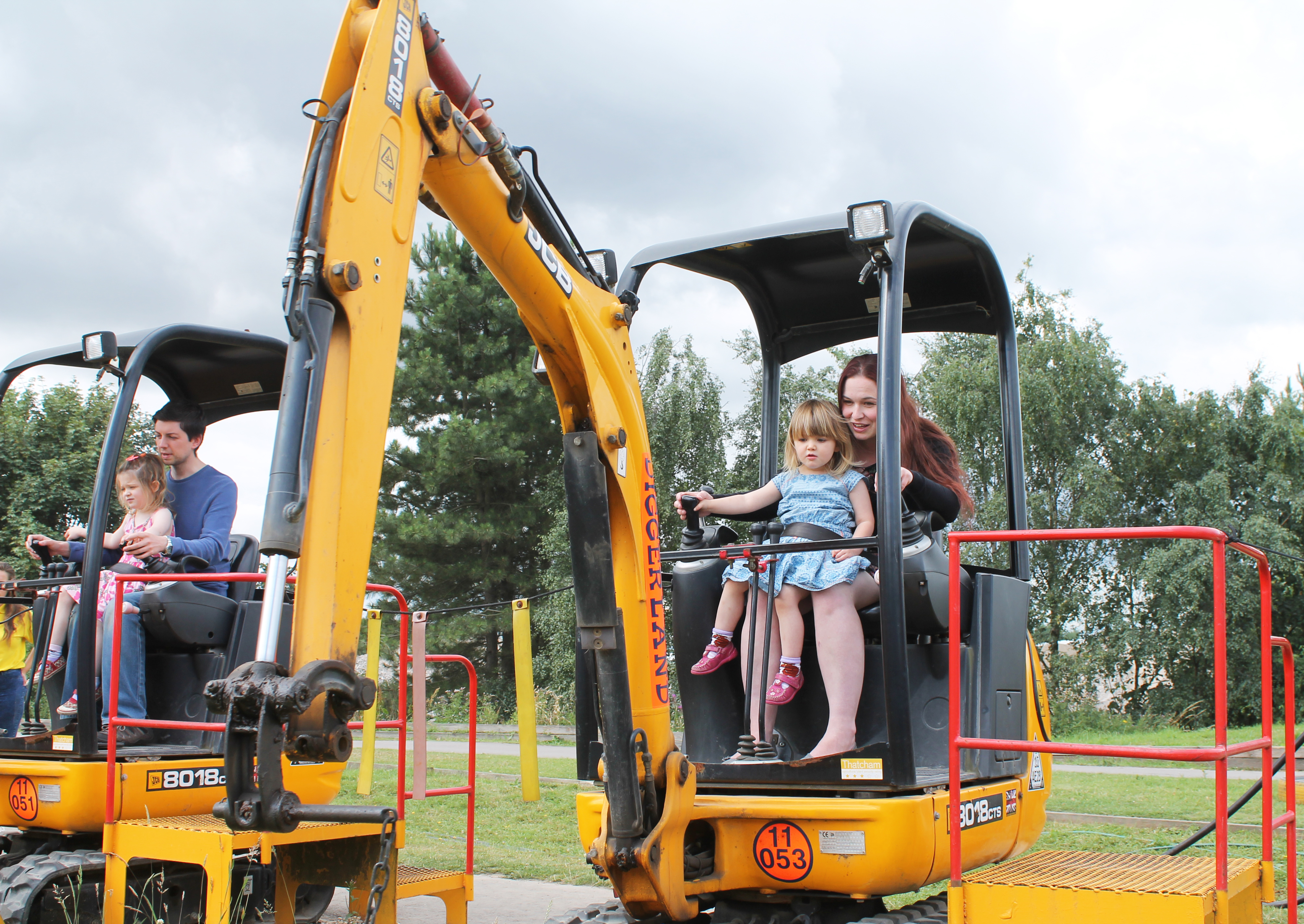
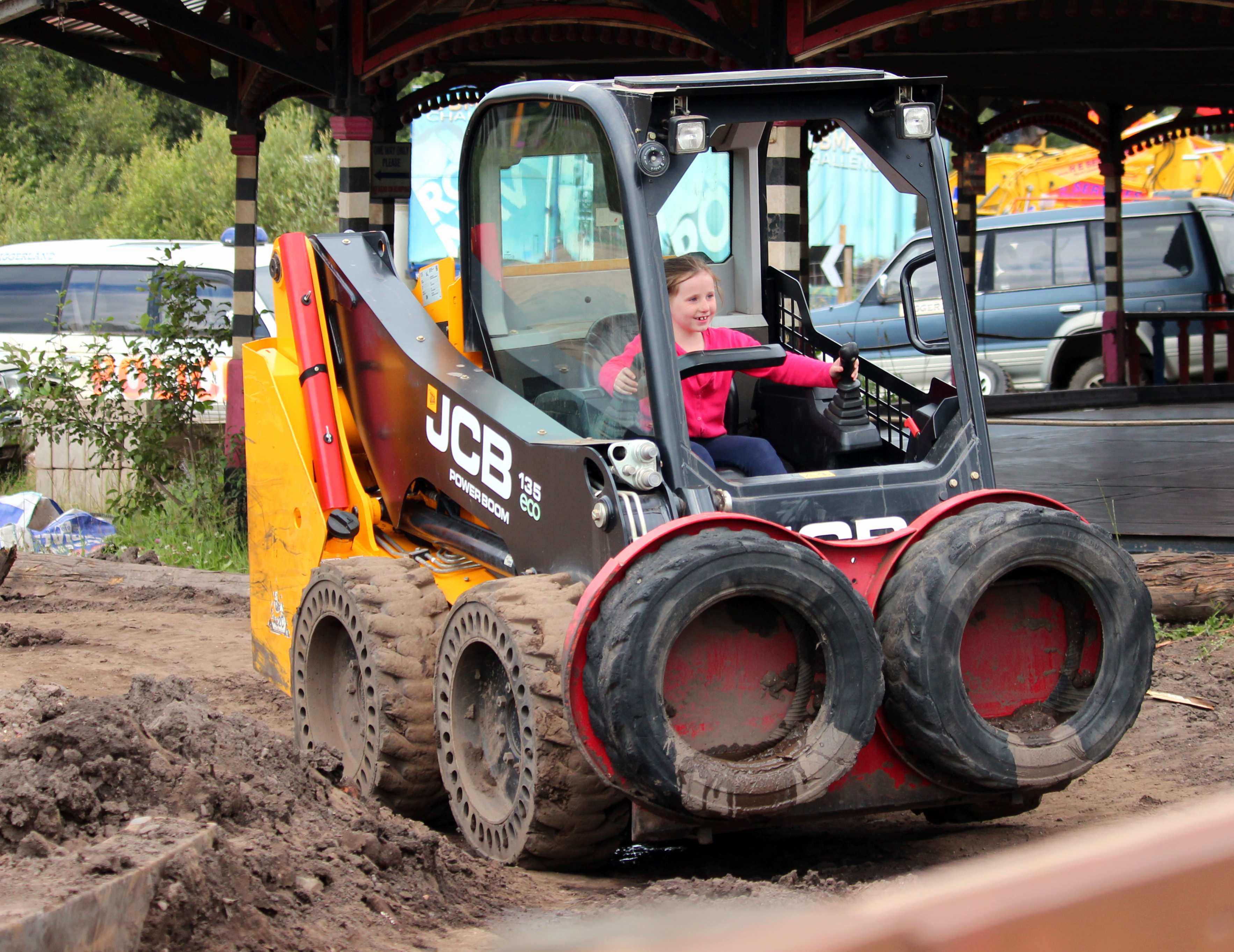